# Urs Fehlmann
Urs Fehlmann (ur. 25 sierpnia 1961) – szwajcarski bobsleista, złoty medalista mistrzostw świata.

## Kariera
Największy sukces w karierze osiągnął w 1987 roku, kiedy wspólnie z Hansem Hiltebrandem, Erwinem Fassbindem i André Kisserem wywalczył złoty medal w czwórkach podczas mistrzostw świata w Königssee. Był to jego jedyny medal wywalczony na międzynarodowej imprezie tej rangi. W 1988 roku na wystartował na igrzyskach olimpijskich w Calgary, zajmując dziewiąte miejsce w czwórkach.